# John Joseph Scanlan (Soldat)

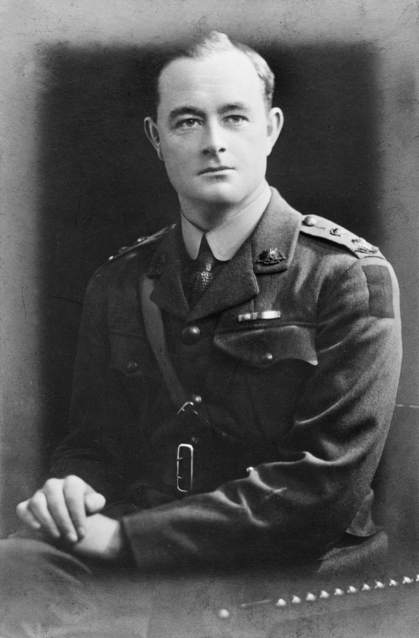
John Joseph Scanlan im Rang eines Lieutenant colonel (Oberstleutnant) 1918

John Joseph Scanlan, DSO mit Spange (* 19. Oktober 1890 in Melbourne; † 6. Dezember 1962 in Kingston (Tasmanien)) war ein Offizier der Australian Imperial Force, der sowohl im Ersten, als auch im Zweiten Weltkrieg gedient hat.

## Frühe Lebensjahre
John Joseph Scanlan wurde am 19. Oktober 1890 in South Melbourne im australischen Bundesstaat Victoria geboren. Er besuchte das römisch-katholische Christian Brothers College im Stadtteil St. Kilda in Melbourne, danach arbeitete er beim australischen Zoll. Im Jahre 1910 trat er in die Citizens Military Force, eine Miliz, ein und wurde dem 5. Bataillon (Victorian Scottish Regiment) zugeteilt. Zwei Jahre später, inzwischen Sergeant, kam er in das 60. Bataillon und danach, im Juli 1913, wurde er als Second Lieutenant in das 58. Infanterie Bataillon versetzt.

## Militärische Karriere

### Erster Weltkrieg
Nach dem Ausbruch des Ersten Weltkriegs meldete Scanlan sich freiwillig zur Australian Imperial Force (AIF). Als Second Lieutenant (Leutnant) wurde er in das neu in Victoria aufgestellte 7. Bataillon beordert und nachdem die Einheit im Oktober Australien verlassen hatte, verbrachte er mit dem Rest des Bataillons die letzten Monate von 1914 und die ersten von 1915 in Ägypten.
Scanlan, im Februar 1915 zum Lieutenant (Oberleutnant) befördert, war unter den ersten Australiern, die am 25. April 1915 auf Gallipoli landeten. Am 8. Mai wurde Scanlan an der Brust verwundet und nach Ägypten evakuiert. Die Rekonvaleszenz dauerte über ein Jahr, so dass er von Ägypten aus sogar nach Australien zurückgebracht wurde. Wieder gesundet wurde Scanlan dem 59. Bataillon zugeteilt, dass in England nach der Schlacht von Fromelles zur Erholung war. Am 1. November 1916 wurde er zum Captain (Hauptmann) befördert und am 20. Februar 1917 zum Major. Er bekleidete einige Posten auf Brigaden- bzw. Divisionsebene, bevor er Ende Januar kurz das 57. Bataillon kommandierte. Am 6. Februar wurde Scanlan zum Lieutenant Colonel (Oberstleutnant) befördert und übernahm im Alter von 27 Jahren das 59. Bataillon der Australischen Armee.
Scanlan führte das Bataillon während der Schlacht bei Amiens (1918) und der Schlacht am Mont Saint-Quentin und schließlich, Ende September auch während der Schlacht am Saint-Quentin-Kanal. Nach dieser Schlacht wurde das Bataillon zur Erholung und zur Ruhe in die Reserve verlegt. Während dieser Zeit endete der Krieg. Scanlan kehrte nach Australien zurück, wo ihm der Distinguished Service Order mit Spange verliehen wurde und er auch in die französische Ehrenlegion aufgenommen wurde. Außerdem wurde er drei Mal im Kriegsbericht erwähnt (Mentioned in dispatches). Am 1. August 1919 endete sein Dienst in der Australian Imperial Force.

### Zwischen den Kriegen
Als er zum zivilen Leben zurückkehrte, arbeitete Scanlan zunächst als Sekretär in der Victorian Prices Commission, die die Preise für die Grundversorgung in Victoria kontrollierte. Schon nach kurzer Zeit kündigte er und wurde mit dem Soldier Settlement Scheme, bei dem ehemaligen Soldaten Land zugewiesen wurde, in der Nähe von Swan Hill Farmer.
Als er keinen Erfolg damit hatte, kehrte er nach Melbourne zurück und wurde zu Beginn der Weltwirtschaftskrise Leiter des Broadmeadows Workers Camp, eines Lagers für heimatlose Arbeitslose in der Nähe von Melbourne. Danach arbeitete er als stellvertretender Beauftragter des Amtes für Versorgung. 1936 ging Scanlan als stellvertretender Direktor des Hochsicherheitsgefängnisses Hobart Gaol nach Tasmanien.

### Zweiter Weltkrieg

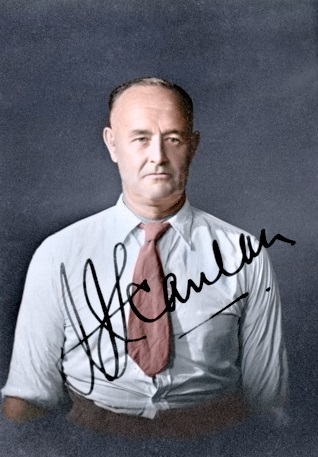
John Joseph Scanlan als Kriegsgefangener im Zentsūji Camp im heutigen Zentsūji, Kagawa, Japan

Nach dem Ausbruch des Zweiten Weltkriegs wurde Scanlan aus der Offiziersreserve einberufen und übernahm das Kommando des 6. Garnisons Bataillons. Im September 1941 erhielt er das Kommando über die Lark Force, deren Aufgabe es war, Rabaul in Neubritannien gegen die vorrückenden japanischen Streitkräfte zu verteidigen. Die Lark Force war eine Mischung aus regulären australischen Truppen und einer lokalen Miliz und umfasste etwa 1.400 Mann. Als die Truppen des japanischen Kaiserreiches auf Neubritannien landeten und die Schlacht um Rabaul ausbrach, wurde die australische Einheit schnell überrannt und zog sich fluchtartig in den Dschungel zurück. Als japanische Soldaten 160 gefangene australische Soldaten ermordeten, entschloss Scanlan sich, zu kapitulieren. Er verbrachte den Rest des Krieges als Kriegsgefangener.

## Nachkriegszeit
1946 erhielt er den Posten als Direktor an seinem alten Arbeitsplatz, dem Hobart Gaol Gefängnis, eine Position, in die er schon, noch als Kriegsgefangener in Japan, berufen worden war.
Scanlan starb am 6. Dezember 1962 in einem Krankenhaus in Kingston (Tasmanien) an Koronarverschluss. Er hinterließ seine Frau, einen Sohn und eine Tochter.